# 열대·아열대 구과수림

열대·아열대 구과수림(tropical and subtropical coniferous forests)은 열대림 생물군계의 일종이다.
열대 및 아열대 지역의 다습한 기후에서 나타난다. 열대·아열대 구과수림은 대다수가 신북구 및 신열대구에서 발견되며, 아시아에도 일부 발견된다. 이들 지역을 벗어나면 찾아보기 매우 드문 생물군계다.

## 열대·아열대 구과수림 목록
- 동양구
  - 히말라야 아열대 송림
  - 루손 열대 송림
  - 동북인도말라야 송림
  - 수마트라 열대 송림
- 신열대구
  - 바하마 솔밭
  - 벨리즈 송림
  - 중앙아메리카 송유림
  - 쿠바 송림
  - 히스파니올라 송림
  - 미스키토 송림
  - 시에라 데 라라구나 송유림
  - 시에라마드레 데 오아하카 송유림
  - 시에라마드레 델 수르 송유림
  - 멕시코 횡단 화산대 송유림
- 신북구
  - 버뮤다 아열대 침엽수림
  - 시에라마드레 옥시덴탈 송유림
  - 시에라마드레 오리엔탈 송유림
  - 멕시코만 서해안 초원

## 같이 보기
- 숲